# 함백중학교
함백중학교(咸白中學校)는 대한민국 강원특별자치도 정선군 신동읍 조동리에 있는 공립 중학교이다.

## 학교 연혁
- 1961년 12월 30일 : 함백중학교 설립인가
- 1962년 3월 8일 : 함백중학교 개교 (6학급)
- 1999년 3월 1일 : 학급 감축 (3학급)
- 2014년 3월 1일 : 학교통폐합
- 2023년 9월 1일 : 제26대 정현경 교장 부임
- 2025년 1월 6일 : 제61회 졸업식 졸업생 21명(총 누계 6,239명)

## 참고 자료
- 함백중학교 - 한국교육학술정보원 학교알리미